# Хуснутдинов, Фархат Гусманович
Фархат Гусманович Хуснутдинов (тат. Фәрхәт Госман улы Хөснетдинов; род. 18 ноября 1964, Большой Кукмор, Кукморский район, Татарская АССР, РСФСР, СССР) — российский государственный деятель. Председатель Конституционного суда Республики Татарстан (2014—2022). Ректор Болгарской исламской академии (2023—н.в.) .

## Биография
Родился 18 ноября 1964 года в д. Б. Кукмор Кукморского района ТАССР.

## Образование
В 1992 году окончил Казанский государственный университет имени В. И. Ульянова-Ленина по специальности «Правоведение», в 2014 году — Казанский (Приволжский) федеральный университет по направлению «Психология». Кандидат юридических наук.

## Этапы карьеры
- 1987 — 1989 — лаборант Казанского государственного университета им. В. И. Ульянова-Ленина.
- 1989 — 1993 — юрисконсульт Республиканской аптечной базы предприятия «Фармация», молодежного объединения «Смена», малого предприятия «Астат».
- 1993 — 2000 — младшие юридические должности, заведующий информационно-правовым бюро в министерстве юстиции РТ.
- 2000 — 2003 — помощник генерального директора по юридическим вопросам ОАО «Татэнерго».
- 2003 — 2005 — директор АНО «Третейский энергетический суд».
- 2005 — 2006 — помощник премьер-министра Республики Татарстан — руководитель секретариата премьер-министра РТ.
- 2006 — 2010 — руководитель секретариата премьер-министра РТ.
- 2010 — 2011 — управляющий делами президента РТ.
- 2011 — 2014 — советник председателя совета директоров ОАО «Связьинвестнефтехим».
- 2014 — 2022 — председатель Конституционного суда РТ.
- 2023 — н.в. — ректор Болгарской исламской академии.

### Общественная деятельность
Член Ассоциации юристов России. Президент филиала Российского Союза Боевых Искусств по РТ. Председатель местной Казанской общественной организации «Кукморское землячество».

### Звания и награды
Заслуженный юрист РТ (2016).
Судья первого квалификационного класса (2014).
Награжден орденом «Дуслык» (2024), медалями «За доблестный труд» РТ (2010), «За укрепление боевого содружества» (2011), «За заслуги перед обществом» (2014), благодарственным письмом президента РТ, благодарностью президента РТ, почетной грамотой Совета судей РФ, медалью ордена «За заслуги перед Республикой Татарстан» (2019) и др.